# In Zaltsikn Yam
In Zaltsikn Yam (їд. אין זאַלטציקן ים, дос. «В Солоному морі  /  In the Salty Sea»), також відома як In Zaltsikn Yam Fun Di Mentshleche Trern (їд. אין זאַלטציקן ים פֿון די מענשליכע טרערן, дос. «In the Salty Sea of Human Tears»), Цум Бунд: In Zaltsikn Yam Fun Di Mentshleche Trern (їд. צום בונד: אין זאַלטציקן ים פֿון די מענשליכע טרערן, дос. «To the Bund: In the Salty...») або просто Цум Бунд (їд. צום בונד, дос. «To the Bund»), вірш на їдиші, написаний С. Анським у 1901 році та опублікований у «Der Arbeyter» роком пізніше. Він став популярною піснею на їдиш, коли до неї додали музику.
Хоча незрозуміло, хто створив музику до пісні, перша опублікована версія була надрукована в 1919 році Янкевом Глатштейном у Варшаві в книзі Freiheits Lieder (їд. פרײַהײַטס לידער, дос. «Пісні Свободи  /  Freedom's songs»). Вірш і пісня присвячені соціалістичному Загальному єврейському трудовому бунду.
Текст часто вважався суперечливим, оскільки в ньому прямо критикувалися заможні євреї (особливо в Росії), сіоністи і віра в Месію.
Після Голокосту в 1945 році перша, друга, п'ята та остання строфи були опубліковані в пісенній збірці Міхла Ґелбарта на їдиші «Zingt mit mir», і тому стало звичаєм виконувати лише ці вірші, щоб не критикувати інші елементи єврейська громада. Однак Даніель Кан записав і виконує повну версію; наприклад для Yoyvls Австралійського Бунду (одного разу з Псоєм Короленком; він переклав вірші російською).

## Записи
Через згаданий вище суперечливий характер пісні, записи важко відстежити (включаючи кілька опублікованих версій рукопису, які не містять відомих записів). Однак ось деякі з небагатьох, які існують:
- Етнографічний запис, Лазар Вишняк співає у таборі для військовополонених у Франкфурті, 1915 р.[7]
- «Одного разу» (Amol Iz Geven A Mayse), упорядник і переказаний Джозефом Млотеком, обробка Володимира Хейфеца; у виконанні Сидора Бєлярського та Маші Беня, 1957 р. Відео на YouTube
- «In Love And In Struggle: The Musical Legacy Of the Jewish Labor Bund», за участю Залмена Млотека[en], Адрієнна Купера[en], Дана Руса з The New Yiddish Chorale та The Workmen's Circle Chorus, запис 1999 року.Відео на YouTube
- «The Upward Flight: The Musical World of S. An-sky», Майкл Альперт[en] і Стюарт Бротман, запис 2006 року.Відео на YouTube
- «The Unternational: The First Unternational», за участю Daniel Kahn, Psoy Korolenko та Oy Division, 2008 [Пісня співається їдиш та англійською][8] Відео на YouTube Відео на YouTube

## Текст
| אין זאַלציגען ים פון די מענשליכֿע טרעהרען     | In zaltsikn yam fun di mentshlekhe trern      | In the salty sea of the people's tears               | Beneath the salt sea of humanity's weeping                | В солоному морі людських сліз                  |                                    |                                    |                                     |                                                    |                             |
| געפינס זיך אַ שרעקליכֿער תּהום                 | Gefint zikh a shreklekher thom,               | Found there a terrifying abyss                       | A terrible chasm abides                                   | Знайшли там жахливу прірву,                    |                                    |                                    |                                     |                                                    |                             |
| ער קאָן שוין נישט טיפער נישט פינסטערער װערען | Er ken shoyn nit tifer, nit fintsterer vern,  | It could already not be deeper, not darker become    | It couldn't be darker, it couldn't be deeper              | Яка не може ані глибше, ані темніше вже стати  |                                    |                                    |                                     |                                                    |                             |
| איהם צײכֿעגט אַ בּלוטיגער שטראָם                | Im tseykhnt a blutiker shtrom.                | It is marked by a bloody stream                      | It's stained with a bloody red tide                       | Вона позначає кривавий потік                   |                                    |                                    |                                     |                                                    |                             |
|                                             |                                               |                                                      |                                                           |                                                |                                    |                                    |                                     |                                                    |                             |
| דעם תּהום האָבּען טױזענדער יאָהרען געגראָבּען     | Dem thom hobn toyznter yorn gegrobn           | The sea has been dug for thousands of years          | And thousands of years have created this chasm            | Море викопане тисячі років тому                |                                    |                                    |                                     |                                                    |                             |
| ,אמונה און שנאה און פּיין                    | Emune in sine un payn,                        | Faith in hatred and pain                             | Of piety, hatred, and pain,                               | Віра в ненависть і біль                        |                                    |                                    |                                     |                                                    |                             |
| און טױזענדער יאָהרען אלץ טראָפען נאָך טראָפען   | Un toyznter yorn, alts tropn nokh tropn       | And thousands of years, all drop by drop             | And for thousands of years all humanity's weeping         | І тисячі років все крапля за краплею           |                                    |                                    |                                     |                                                    |                             |
| .עס גיסען זיך טרעהרען אריין                 | Es gisn zikh trern arayn.                     | It fills with tears inside                           | Flows like a limitless rain.                              | Воно наповнюється сльозами.                    |                                    |                                    |                                     |                                                    |                             |
|                                             |                                               |                                                      |                                                           |                                                |                                    |                                    |                                     |                                                    |                             |
| און פול איז דער תּהום דאָס איז יודישע טרעהרען | Un ful iz der thom dos iz yidishe trern       | And full is the abyss with Jewish tears              | So much of the sea has been filled with this sorrow       | І повна безодня єврейськими сльозами           |                                    |                                    |                                     |                                                    |                             |
| ער האָט נישט קיין טעות אין זיי               | Er hot nisht keyn toes in zey                 | It has not an error in them                          | Endured by the suffering Jews                             | І біда в тому, що                              |                                    |                                    |                                     |                                                    |                             |
| אַ בּלוטיגע טרעהר טהוט דעם קבּצן געהערען       | A blutiger trer tut deym kibbutzin geheren    | A bloody tear belongs to the poor                    | But only the tears of the poor ones are bloody            | Криваві сльози належать лише бідним            |                                    |                                    |                                     |                                                    |                             |
| דעם נגיד—אַ װײסע װי שנײ                      | Deym nagid — a vayse vi shney                 | The wealthy — a white as snow                        | The rich cry as clear as the dew                          | Багатий — білий, як сніг                       |                                    |                                    |                                     |                                                    |                             |
|                                             |                                               |                                                      |                                                           |                                                |                                    |                                    |                                     |                                                    |                             |
| נאָר אייך בּעלי-מלאכֿות, אביונים, קבּצים        | Nor aykh bali-malokhes, ab'yonem, kibbutsim   | But you masters of state, the poor, the assembled    | Yes only the worker, the pauper, the beggar               | Але ви господарі держави, бідняки, зібрані     |                                    |                                    |                                     |                                                    |                             |
| געהערט דאָך דער בּלוטיגער תּהום                | Gehert dokh der blutiger thom                 | Belong still to the bloody abyss                     | Belong to the bloody abyss.                               | Належать ще до кривавої безодні                |                                    |                                    |                                     |                                                    |                             |
| און אייערע «בּרידער», די רײכֿע גזלנים         | Un ayere "Brider, " di raykhe gazlonim        | And your "brothers, " the wealthy thieves            | While those you call "brother, " the rich and the greedy, | І ваші «брати», заможні злодії,                |                                    |                                    |                                     |                                                    |                             |
| געהערט נאָר פון אױבּען דער שױם                | Gehert nor fun oyben der shoym                | Belong yet from above the foam.                      | Fly high overhead in their bliss.                         | Плавають зверху в піні.                        |                                    |                                    |                                     |                                                    |                             |
|                                             |                                               |                                                      |                                                           |                                                |                                    |                                    |                                     |                                                    |                             |
| שױן פול איז דער ים און פערפלײצט אַלע בּרעגען  | Shoyn ful iz der yam un ferfleytst ale bregen | Already full is the sea and flooding all beaches     | The ocean flows over and floods out the levees,           | Вже повне море і топить пляжі                  |                                    |                                    |                                     |                                                    |                             |
| װאו זענען די העלדען, די לייט                | Vu zenen di helden, di leyt                   | Where are the heroes, the light                      | There isn't a hero in sight,                              | Де герої, де світло?                           |                                    |                                    |                                     |                                                    |                             |
| די, װעלכֿע װעלען זיך מוטהיג דערװעגען         | Di, velche velen zikh mutig dervegen          | Yes, which will bravely lead the way                 | Yes where are the ones that will stand at the ready       | Так, хто сміливий, той нас поведе              |                                    |                                    |                                     |                                                    |                             |
| צו װאַרפען אין תּהום זיך, אין שטרייט          | Tsu varfen in thom zikh, in shtreyt           | To dive in the abyss, in war                         | To dive in the chasm and fight?                           | Поринути в безодню, у війну                    |                                    |                                    |                                     |                                                    |                             |
|                                             |                                               |                                                      |                                                           |                                                |                                    |                                    |                                     |                                                    |                             |
| דעם אַרבּײטער װרע-זשע װעט ענדליך ערלײזען      | Der arbeter ver vet endlekh derleyzn          | The worker who will finally release them             | And who will at last free the worker from slavery,        | Робочі нарешті звільнять їх                    |                                    |                                    |                                     |                                                    |                             |
| ?פון הונגער און אײבּיגע לײד                  | Fun hunger un eybiker layd?                   | From hunger and eternal suffering                    | Give hunger its final relief?                             | Від голоду і вічних страждань                  |                                    |                                    |                                     |                                                    |                             |
| און װער װעט דעם װעג איהם צו פרײהײט בּעװײזען  | Un ver vet dem veg im tsu frayhayt bavayzn    | And who will show them the path to freedom           | And who will be guiding the pathway to freedom,           | І хто вкаже їм шлях до волі                    |                                    |                                    |                                     |                                                    |                             |
| צו בּרידערשאַפט, גלײכֿהײט און פרײד             | Tsu brudershaft, glaykhkayt un freyd?         | To brotherhood, equality, and freedom.               | To brotherhood, justice and peace?                        | До братерства, рівності й свободи.             |                                    |                                    |                                     |                                                    |                             |
|                                             |                                               |                                                      |                                                           |                                                |                                    |                                    |                                     |                                                    |                             |
| די גבירישע קינדער, משכּילים, רבּנים           | Di gvirishe kinder, mashkilim, rabonim        | The children of wealthy, the enlightened, the clergy | Діти заможних, освічених, духовенства                     |                                                |                                    |                                    |                                     |                                                    |                             |
| זיי רופען אין ציון דעם יוד                  | Zey rufen in Tsiyen dem yid                   | They call into Zion the Jews                         | Into Zion they call the Hebrews,                          | -                                              | אַ לידעל אַנ'אַלטע פון אונזערע שונאים | A lidel an' alte fun undzere sonim | A little old story from our enemies | We've heard this old story before from our enemies | Стара історія наших ворогів |
| «!אַ געטאָ דעם אייבּיגען זשיד»                 | «A geto deym eybigen Jid!»                    | «A ghetto for the eternal Jew!»                      | «A ghetto for the Eternal Jew!»                           | «Гетто для вічного жида!»                      |                                    |                                    |                                     |                                                    |                             |
|                                             |                                               |                                                      |                                                           |                                                |                                    |                                    |                                     |                                                    |                             |
| זיי רופען און זוכֿען, די קאַלטינקע מתים       | Zey rufen un zukhen, di kaltinke meysim       | They call and seek, the accusers of men              | They say that they answer the prayers of our fathers      | Вони кличуть і шукають, кривдники людей        |                                    |                                    |                                     |                                                    |                             |
| פון הייליגע קברים אַ לאַנד                    | Fun heylige kvorim a land                     | From the Holy graves, a country                      | From deep in their graves, hear them call                 | Зі святих могил, країна                        |                                    |                                    |                                     |                                                    |                             |
| און דאָס, װאָס עס לײַדען און זיפצען הקדושים    | Un dos, vos es layder un ziftsen hakdoyshim   | And this, what is sang and sighed by the saints      | While souls who are living in sorrow and hunger           | А це те, що співають і зітхають святі          |                                    |                                    |                                     |                                                    |                             |
| צו דעם איז מען טויבּ װי די װאַנד              | Tsu dem is men toyb vi di vand                | To them are men deaf as the wall                     | To them they're deaf as the wall.                         | Люди до них глухі, як стіна                    |                                    |                                    |                                     |                                                    |                             |
|                                             |                                               |                                                      |                                                           |                                                |                                    |                                    |                                     |                                                    |                             |
| משיח און יודענטום — בּײדע געשטאָרבּען          | Moshiakh un yidentum — bayde geshtorben       | Messiah and Jewry — both dead and buried             | Messiah and Jewry are both dead and buried,               | Месія та єврейство — як мертві, так і поховані |                                    |                                    |                                     |                                                    |                             |
| אַנ'אַנדער משיח קומט אָן                       | An'ander Moshiakh kumt on                     | Another messiah comes soon                           | Another messiah's to come:                                | Незабаром прийде інший Месія                   |                                    |                                    |                                     |                                                    |                             |
| דער יודישער אַרבּײטער גבירישער קרבּן           | Der Yidisher arbeyter gvirisher korben        | The Jewish worker, the wealthy man's victim          | The new Jewish worker the banner will carry               | Єврейський робітник, жертва багатія            |                                    |                                    |                                     |                                                    |                             |
| הױבּט אױף שױן פון פרייהייט די פאָהן           | Hoybt oyf shoyn fun frayhayt di fohn          | Lifts up already from freedom the flag               | To signal that justice is done.                           | Піднімає вже з волі прапор.                    |                                    |                                    |                                     |                                                    |                             |
|                                             |                                               |                                                      |                                                           |                                                |                                    |                                    |                                     |                                                    |                             |
| דער העלד װעט די װעלט אי בּעפרייען, אי היילען | Der held vet di velt i bafrayen i heyln,      | The hero will liberate and heal the world            | The world will be freed and be healed by this hero,       | Герой звільнить і зцілить світ                 |                                    |                                    |                                     |                                                    |                             |
| ער ט'גרייכֿען דעם תּהום בּיז'ן גרונד           | Er t'greykhn dem thom biz'n grund,            | He reaches through the abyss to its core             | Who dives to the root of its wound!                       | Він тягнеться до самої безодні                 |                                    |                                    |                                     |                                                    |                             |
| זאָל לעבּען פון רוסלאַנד, פון ליטאָ און פוילען  | Zol leben fun Rusland, fun Lite un Poyln,     | Should lives from Russia, from Lithuania, and Poland | In Russia, in Poland, in Vilna all hail now               | У Росії, на Литві та в Польщі                  |                                    |                                    |                                     |                                                    |                             |
| !דער יודישער אַרבּײטער-בּונד                   | Der Yudisher Arbeyter-Bund.                   | The Jewish Worker's-Bund!                            | The Great Jewish Worker's Bund!                           | Єврейський робочій Бунд!                       |                                    |                                    |                                     |                                                    |                             |

## Галерея

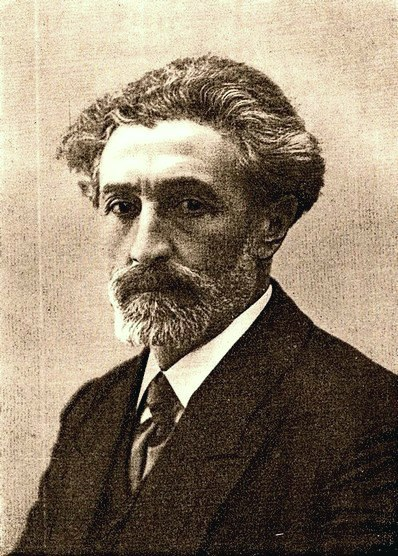
Семен Якимович Ан-ський (1863-1920) — автор тексту пісні
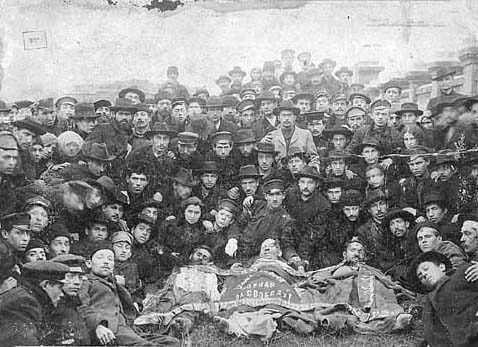
Члени Бунду з жертвами погрому в Одесі, 1905 р.
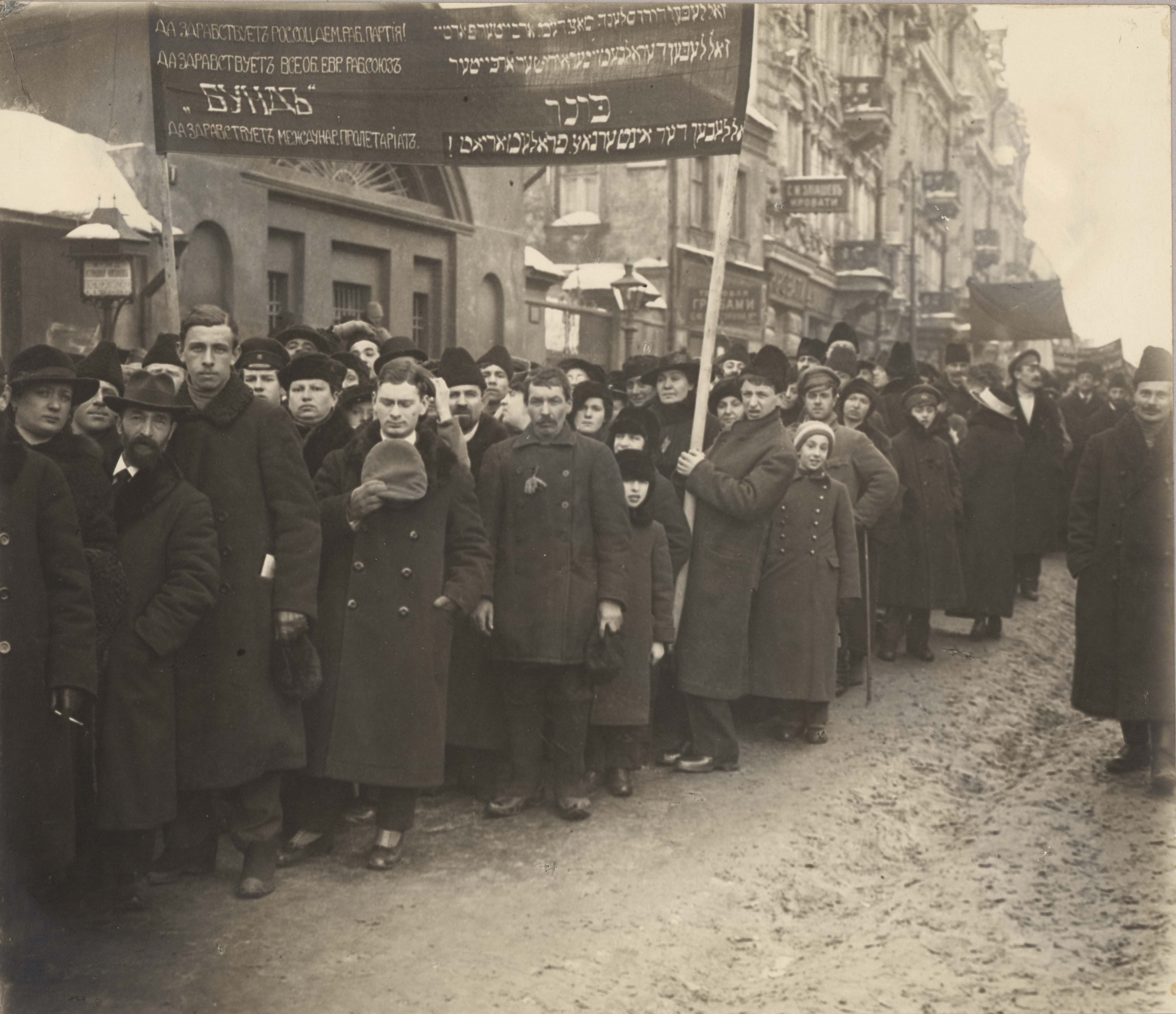
Бундиська демонстрація, 1917 р.
Агітація Бунду, 1917 р.
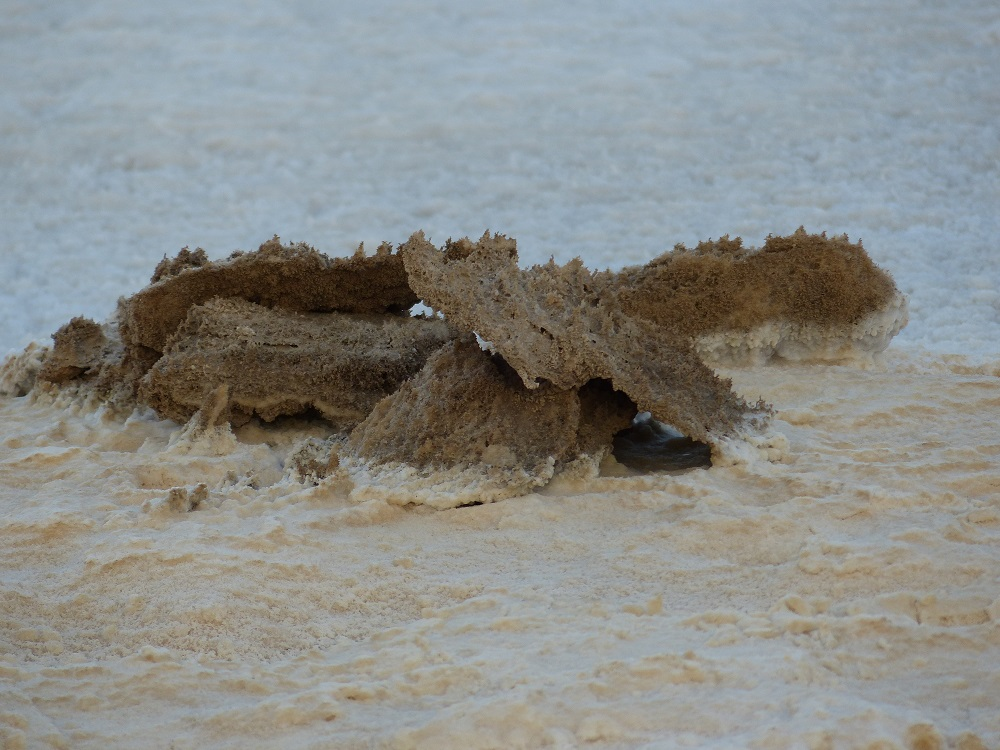
Мертве море
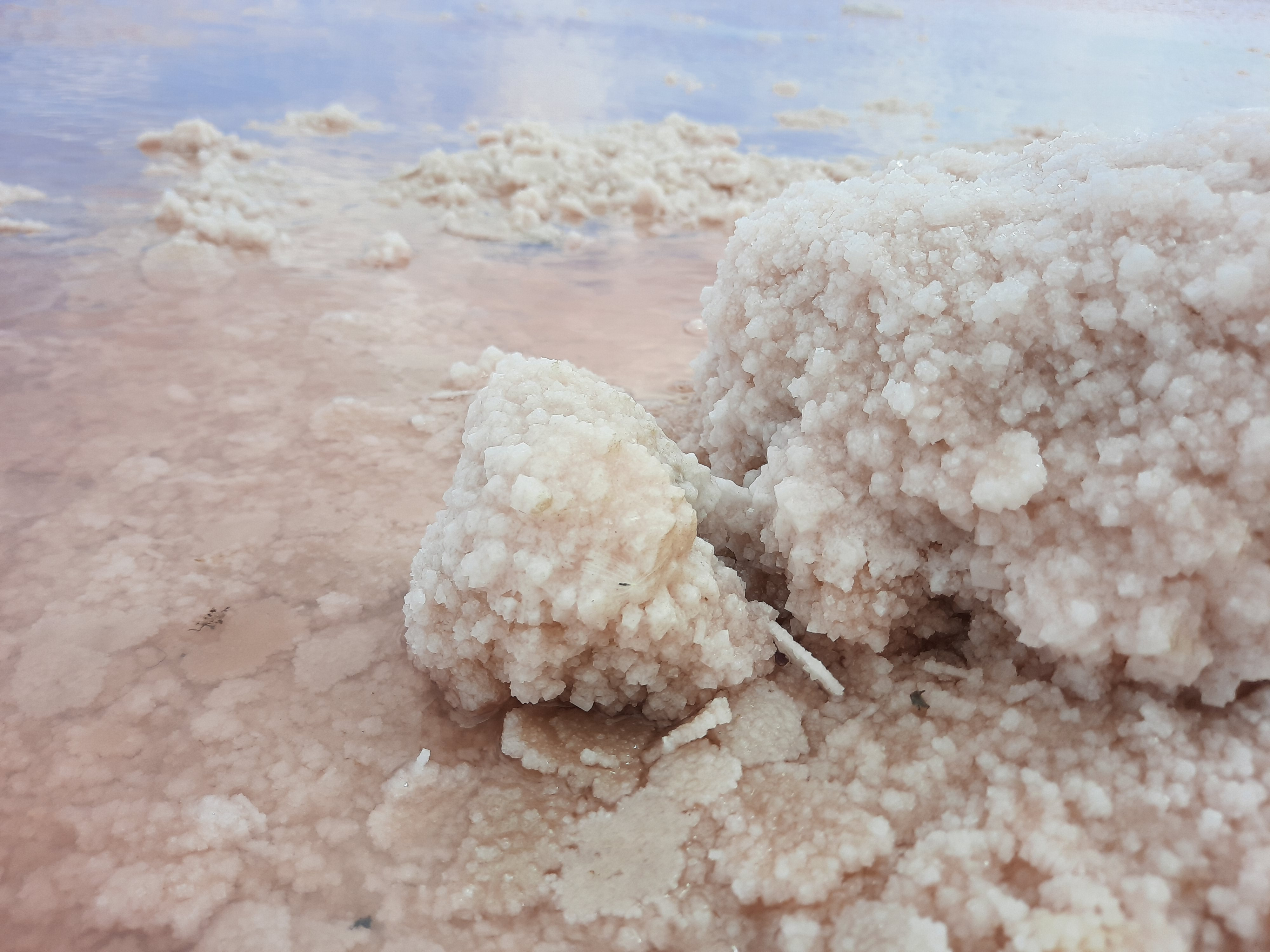
Українське Мертве море
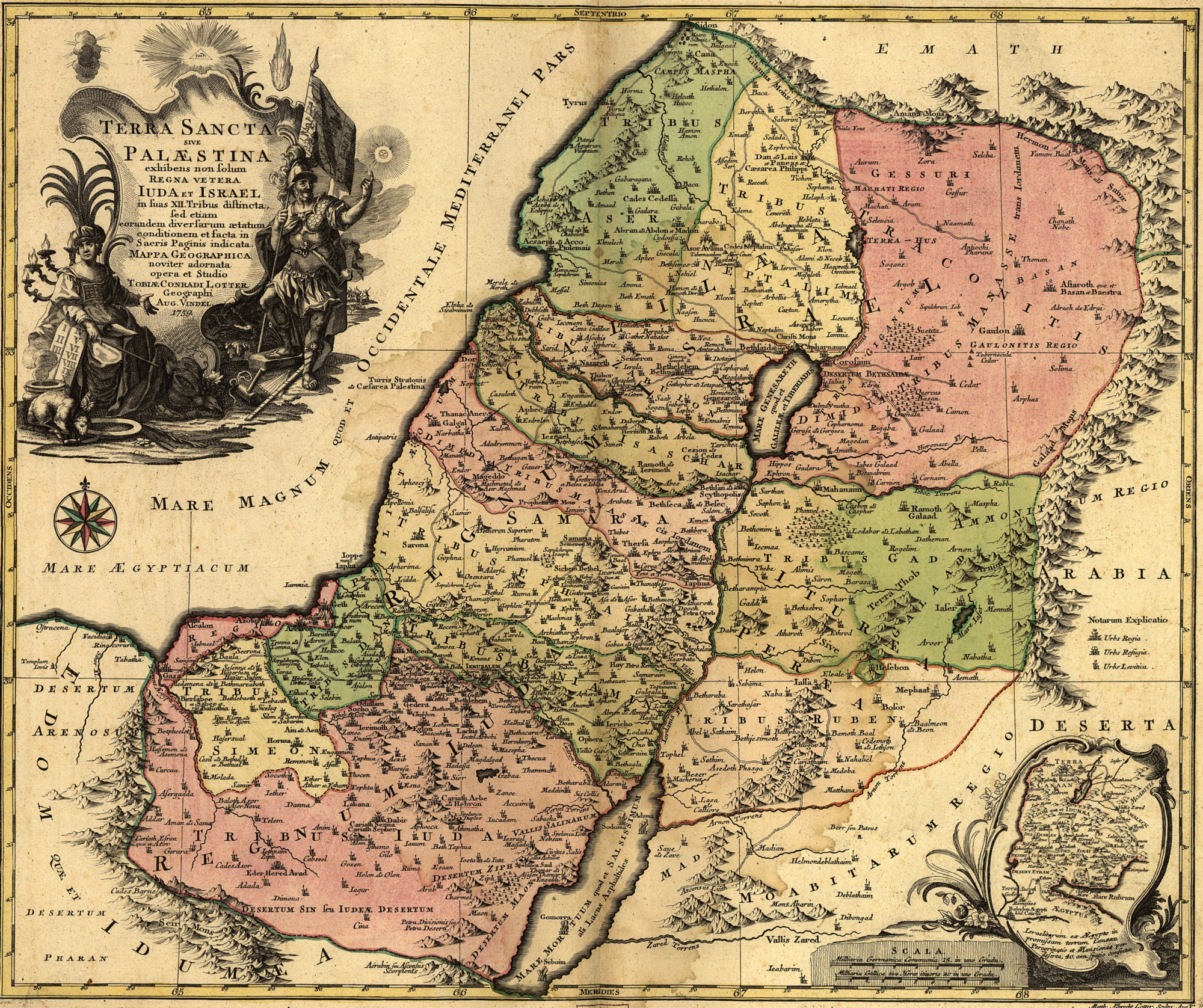
Палестина, Свята Земля, 1759 рік